# Milan Draško
Milan Draško (ur. 6 grudnia 1962 w Čapljinie) – czarnogórski szachista, arcymistrz od 1993 roku.

## Kariera szachowa
Pierwsze sukcesy na arenie międzynarodowej zaczął odnosić w połowie lat 80. XX wieku. W 1984 roku podzielił II m. (za Aleksandrem Czerninem w turnieju Tatran Cup w Starym Smokovcu, a w 1985 podzielił III m. w Tallinnie (za Siergiejem Dołmatowem i Giennadijem Kuźminem, a wraz z Wiktorem Gawrikowem, Aleksandrem Koczijewem i Michaiłem Talem). W 1988 zajął III m. (za Aleksandrem Czerninem i Aleksandrem Goldinem) w memoriale Akiby Rubinsteina w Polanicy-Zdroju, w 1991 podzielił II m. (za Walerijem Łoginowem, wraz z Józsefem Horváthem) w Budapeszcie,  w 1993 zwyciężył w otwartym turnieju w Studze oraz triumfował (wraz z Feliksem Lewinem) w Podgoricy. W 1996 zdobył w Podgoricy brązowy medal indywidualnych mistrzostw Jugosławii, natomiast w 2001 podzielił III m. (za Aleksandyrem Dełczewem i Andriejem Sokołowem, a wraz z Wjaczesławem Ejnhornem, Alexandre Dgebuadze i Jean-Markiem Degraeve) w turnieju open w Metz. W 2002 podzielił II m. (za Władimirem Jepiszynem) w Arco, w 2003 powtórzył to osiągnięcie w Lido degli Estensi (za Arturem Koganem, wraz z m.in. Igorem Jefimowem i Mišo Cebalo), w 2004 znalazł się wśród pięciu zwycięzców openu w Bošnjaci, podzielił również I m. (wraz z Thomasem Lutherem i Jacobem Aagaardem) w Arco. W 2005 podzielił II m. (za Igorem Miladinoviciem) w Cutro, w 2006 zwyciężył (wraz z Bojanem Vuckoviciem) w Barze, natomiast w 2007 podzielił I m. (wraz z m.in. Suatem Atalıkiem) w Sarajewie. W 2008 r. podzielił II m. w Bledzie (za Jewgienijem Swiesznikowem, wspólnie z Marko Tratarem, Luką Leničem i Matejem Sebenikiem).
Wielokrotnie reprezentował Jugosławię i Chorwację w turniejach drużynowych, m.in.:
- czterokrotnie na olimpiadach szachowych (w latach 1994, 2008, 2010, 2012)[3],
- czterokrotnie na drużynowych mistrzostwach Europy (w latach 2007, 2009, 2011, 2013)[4],
- trzykrotnie na drużynowych mistrzostwach Bałkanów (w latach 1985, 1986, 1994); trzykrotny medalista: wspólnie z drużyną – złoty (1985) i dwukrotnie srebrny (1986, 1994)[5]
- na turnieju o Puchar Mitropa (Mitropa Cup) (w roku 1984); medalista: wspólnie z drużyną – srebrny (1984)[6].

Najwyższy ranking w dotychczasowej karierze osiągnął 1 października 2007 r., z wynikiem 2557 punktów zajmował wówczas 1. miejsce wśród czarnogórskich szachistów.